# 卡森維爾 (密歇根州)
卡森維爾（英語：Carsonville）是位於美國密歇根州薩尼拉克縣布里奇漢普頓鎮區及華盛頓鎮區的一個村。

## 人口
根據2020年美國人口普查的數據，卡森維爾的面積為3.00平方千米，當中陸地面積為3.00平方千米，而水域面積為0.00平方千米。當地共有人口465人，而人口密度為每平方千米155人。